# Rem als Jocs Olímpics d'estiu de 1900 - Scull individual
L'scull individual va ser una de les proves de rem dels Jocs Olímpics de París del 1900. Es va disputar entre el 25 i el 26 d'agost de 1900, amb la participació de 12 remers representants de 4 nacions.

## Medallistes
| Or               | Plata        | Bronze            |
| Hermann Barrelet | André Gaudin | Saint George Ashe |

## Resultats

### Primera ronda
Es van disputar quatre sèries preliminars, classificant-se els dos primers per les semifinals.

#### Sèrie 1
Ashe es va desviar del seu carril, tot molestant a Benoit, però no va ser desqualificat.
| Posició | Remista           | Temps    |
| ------- | ----------------- | -------- |
| 1       | Saint George Ashe | 6' 38,8" |
| 2       | Raymond Benoit    | 6' 45,4" |
| 3       | E. Dammann        | 7' 13,0" |

#### Sèrie 2
| Posició | Remista          | Temps    |
| ------- | ---------------- | -------- |
| 1       | Hermann Barrelet | 6' 38,8" |
| 2       | André Gaudin     | 6' 43,0" |
| 3       | Lardon           | 6' 46,4" |

#### Sèrie 3
| Posició | Remista         | Temps    |
| ------- | --------------- | -------- |
| 1       | Louis Prével    | 6' 29,6" |
| 2       | Robert d'Heilly | 6' 38,8" |
| —       | Piaggio         | DNF      |

#### Sèrie 4
| Posició | Remista            | Temps    |
| ------- | ------------------ | -------- |
| 1       | Georges Delaporte  | 6' 33,8" |
| 2       | Pierre Ferlin      | 6' 46,8" |
| —       | Antoni Vela i Vivó | DNF      |

DNF: No finalitza la cursa

### Semifinals
Es van disputar dues semifinals, classificant-se els dos primers de cadascuna d'elles per la final.

#### Semifinal 1
Per raons desconegudes, Ashe protestà el resultat d'aquesta semifinal. Barrelet i Gaudin objectaren i es negaren a córrer si Ashe passava ronda, però finalment no portaren a terme les seves amenaces i a la final foren cinc els remers que hi prengueren part.
| Posició | Remista           | Temps      |
| ------- | ----------------- | ---------- |
| 1       | Hermann Barrelet  | 8' 23,0"   |
| 2       | André Gaudin      | 8' 33,4"   |
| 3       | Saint George Ashe | 8' 37,2"   |
| 4       | Raymond Benoit    | desconegut |

#### Semifinal 2
| Posició | Remista           | Temps      |
| ------- | ----------------- | ---------- |
| 1       | Louis Prével      | 8' 36,4"   |
| 2       | Robert d'Heilly   | 8' 45,0"   |
| 3       | Georges Delaporte | 9' 25,2"   |
| 4       | Pierre Ferlin     | desconegut |

### Final
Una nova final enterbolí la final de scull individual, quan Prével es queixà de ser interferit, caure a l'aigua i veure's obligat a abandonar. La seva protesta no fou tinguda en compte. Barrelet i Gaudin, que havien quedat primer i segon a la sèrie preliminar i a les semifinals, tornen a repetir aquest mateix ordre un cop més a la final. Ashe aconseguia la medalla de bronze per davant de d'Heilly.
| Posició | Remista           | Temps    |
| ------- | ----------------- | -------- |
| Or      | Hermann Barrelet  | 7' 35,6" |
| Plata   | André Gaudin      | 7' 41,6" |
| Bronze  | Saint George Ashe | 8' 15,6" |
| 4       | Georges d'Heilly  | 8' 16,0" |
| —       | Louis Prével      | DNF      |

DNF: No finalitza la cursa